# Domenico Piola
Domenico Piola (ur. 1627 w Genui, zm. 8 kwietnia 1703 tamże) – włoski malarz epoki późnego baroku, czołowy artysta Genui II połowy XVII wieku. Pozostawił po sobie freski w wielu kościołach i pałacach rodzinnego miasta oraz pokaźną kolekcję rysunków (ponad 4 tysiące).

## Życie i twórczość
Domenico Piola mając 7 lat uczył się malarstwa od swojego brata. Ukształtował się jako artysta w środowisku rodzinnym, ale szybko znalazł się pod wpływem Valeria Castello, Rubensa i Giovanniego Benedetta Castiglione, dzięki którym wypracował własny, w pełni barokowy język artystyczny. 
Dojrzałość artystyczną osiągnął około roku 1850. Działający prawie wyłącznie w rodzinnej Genui jest zaliczany do najważniejszych i najbardziej wpływowych artystów czynnych w Ligurii w drugiej połowie XVII wieku. Był czołowym członkiem lokalnej dynastii artystycznej, a zarazem jednym z najbardziej rozchwytywanych malarzy fresków w rodzinnym mieście, będących ozdobą licznych kościołów (Santissima Annunziata, Santa Maria delle Vigne, San Siro, San Luca) i pałacach i innych) rodzinnego miasta i pałaców (Rosso, De Mari, Sauli, Negrone, Balbi, Palazzo Pantaleo Spinola). Domenico Piola okazjonalnie współpracował z Valeriem Castello (w kościołach Santa Maria della Passione i Santa Marta), a później często pracował z zięciem Gregoriem De Ferrari. Współpracował również ze szwagrem Stefanem Camogli, malującym kwiaty, owoce, listowia i arabeski. W latach 70. i 80. osiągnął szczyt aktywności jako malarz fresków (kościół San Luca, cykl alegorycznych fresków Jesień i Zima na sklepieniach Palazzo Rosso, zrealizowany w latach 1687–1688). W szczytowym okresie swojej aktywności Piola stał się niekwestionowanym liderem szkoły genueńskiej, kierując swoją dużą pracownią, znaną jako Casa Piola, w ramach której działali jego trzej synowie: Paolo Gerolamo, Giovanni Battista i Anton Maria. Jego dzieła oraz znaczący dorobek jego pracowni, wywierały dominujący wpływ w na działalność artystyczną w Genui także przez wiele lat po jego śmierci.
Po 1685 roku wyjechał wraz z synami Antonem Marią i Paolem Girolamem do Mediolanu, a następnie do Bolonii, Piacenzy i Asti. 
Malarstwo olejne Domenica Pioli jest eklektyczne, z reminiscencjami Correggia i Castiglione. Jego prace cechuje niezwykła prostota kompozycji, idylliczność koncepcji, perfekcyjna znajomość rzemiosła i doskonała forma stylistyczna. Spośród jego synów wyróżnił się jedynie Paolo Girolamo. Antonio Maria naśladował styl ojca będąc wykwalifikowanym kopistą.
Domenico Piola był też jednym z najbardziej aktywnych genueńskich rysowników XVII wieku. Choć wiele z jego rysunków zostało zniszczonych podczas pożaru w jego pracowni, spowodowanego zbombardowaniem miasta przez Francuzów w 1684 roku, to liczba tych zachowanych przekracza 4 tysiące. Duża i reprezentatywna kolekcja rysunków Pioli i jego kręgu, pochodząca z kolekcji genueńskiego dyplomaty Jacopa Durazza, znajduje się obecnie w Staatsgalerie w Stuttgarcie, a inna ważna kolekcja – w Palazzo Rosso.

## Dzieła

### Obrazy

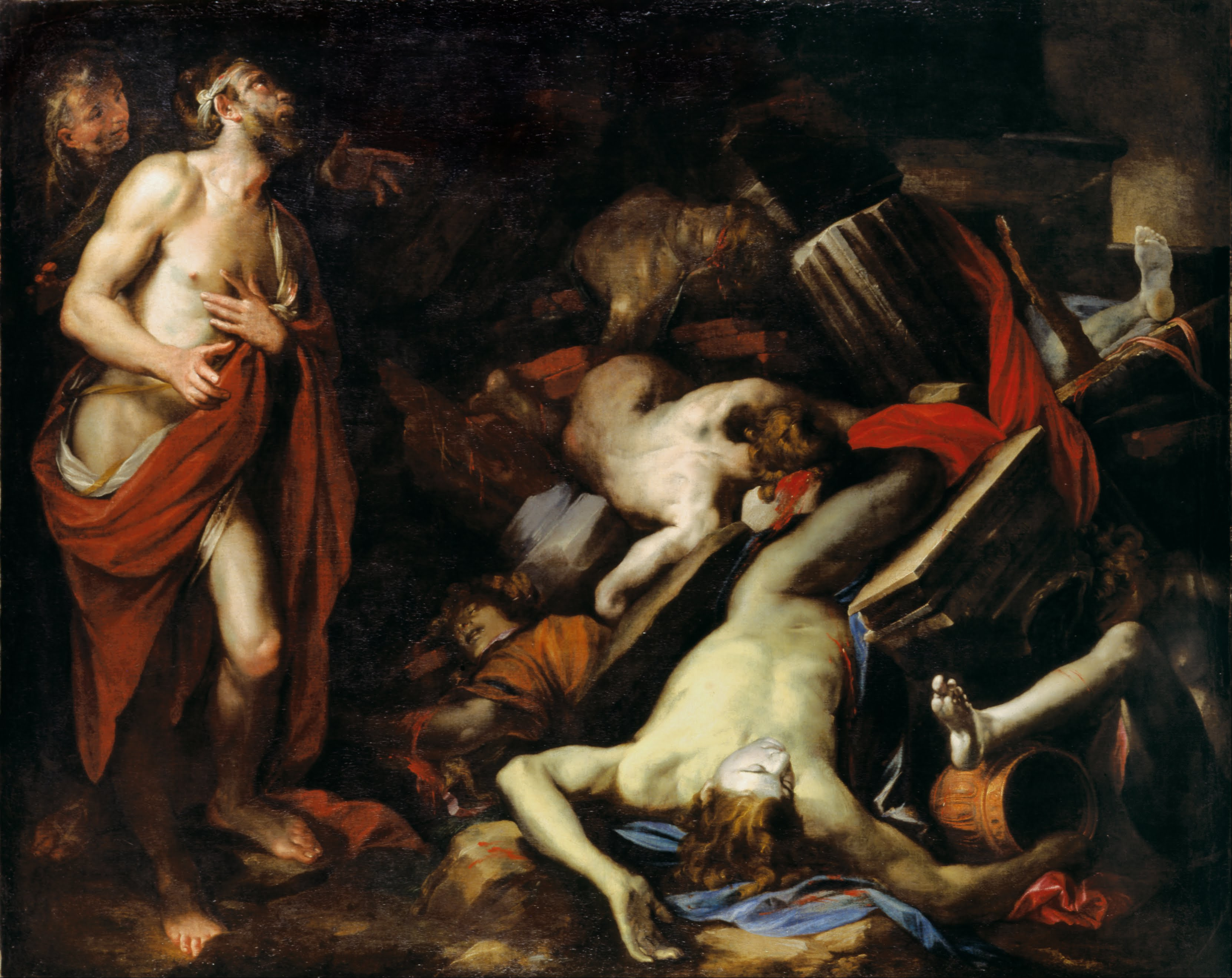
Hiob i jego dzieci, ok. 1650, Museo de Bellas Artes, Bilbao
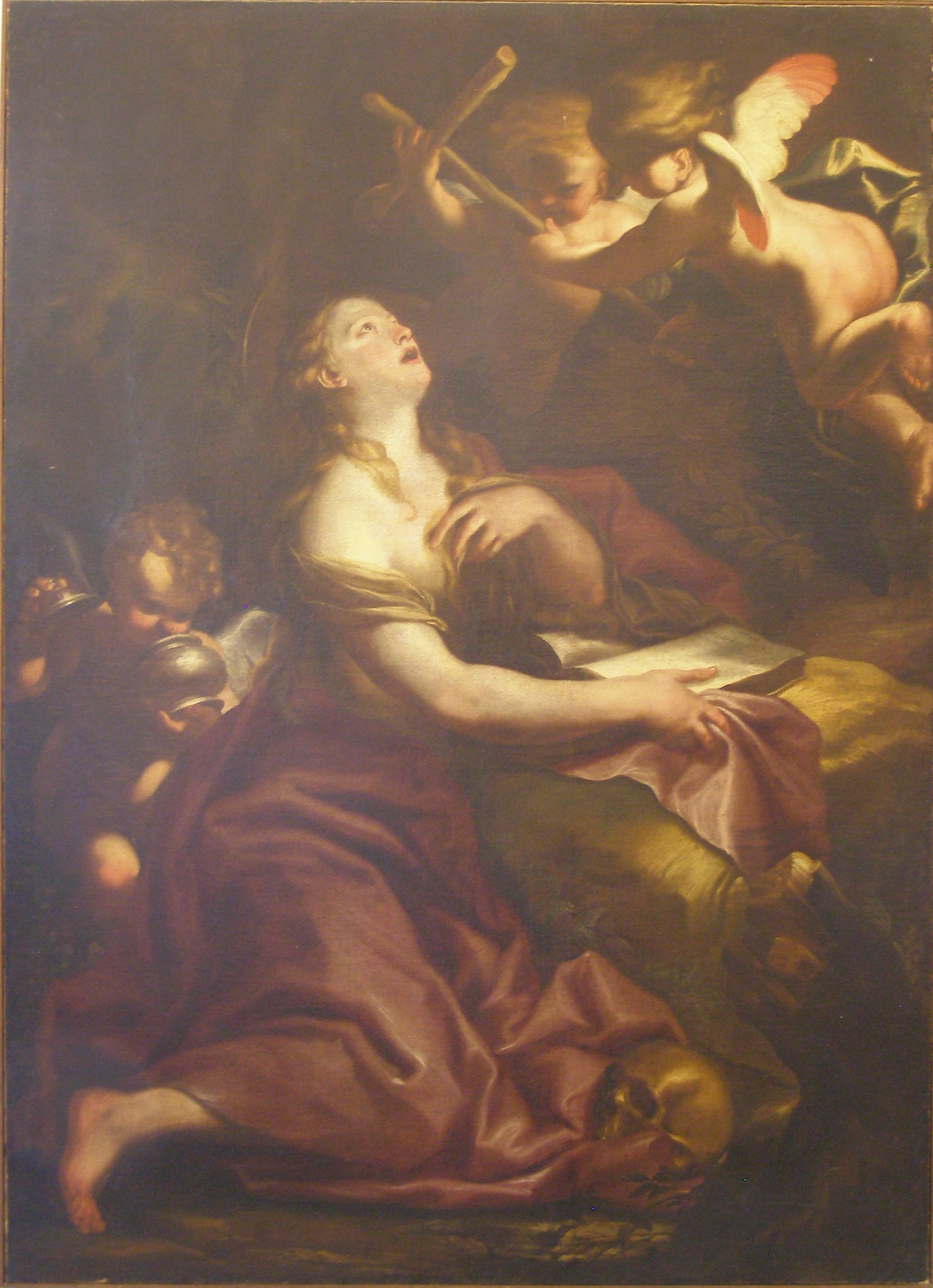
Św. Maria Magdalena, Palazzo Bianco, Genua
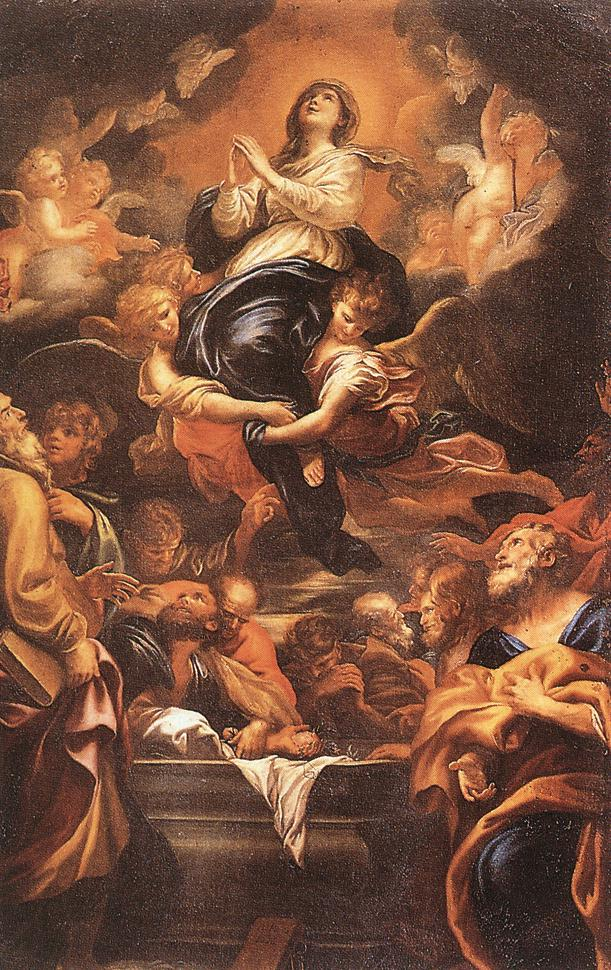
Wniebowzięcie Najświętszej Maryi Panny, 1676, kościół San Giovanni Battista, Chiavari
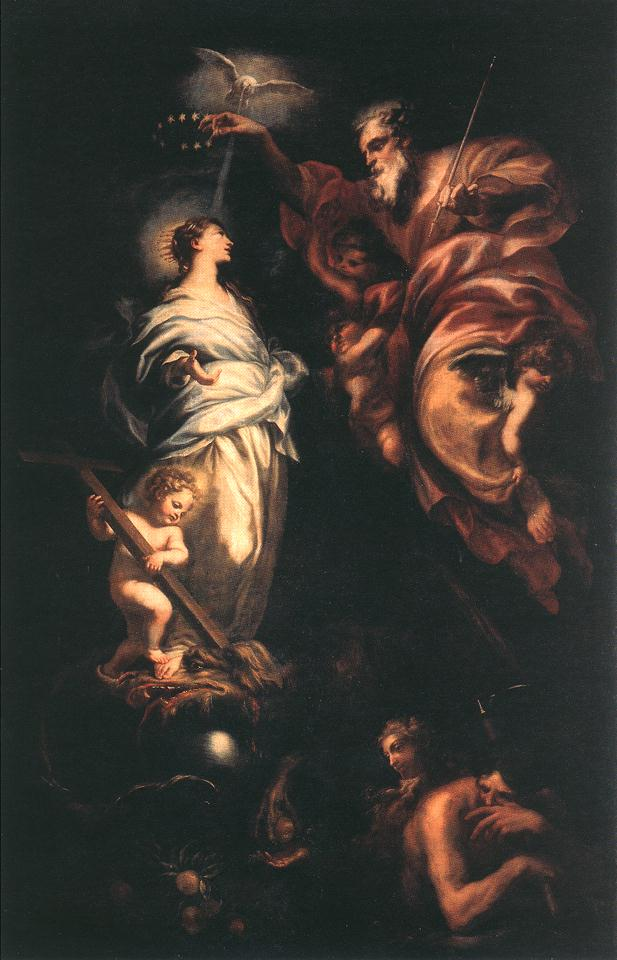
Niepokalane Poczęcie, 1683, Bazylika Santissima Annunziata del Vastato, Genua
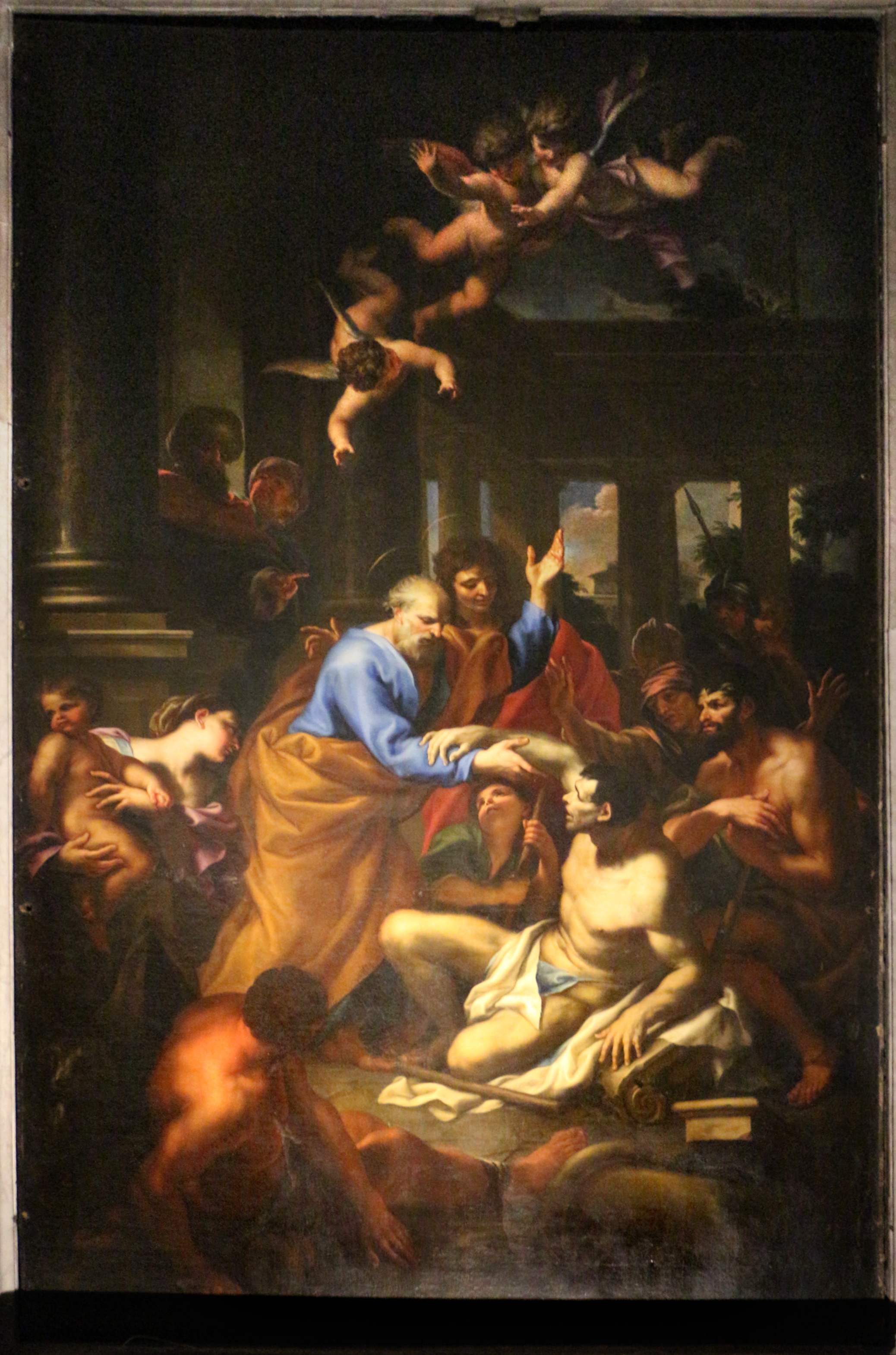
Św. Piotr uzdrawiający chromego, 1694–1696, bazylika Santa Maria Assunta di Carignano, Genua

### Freski

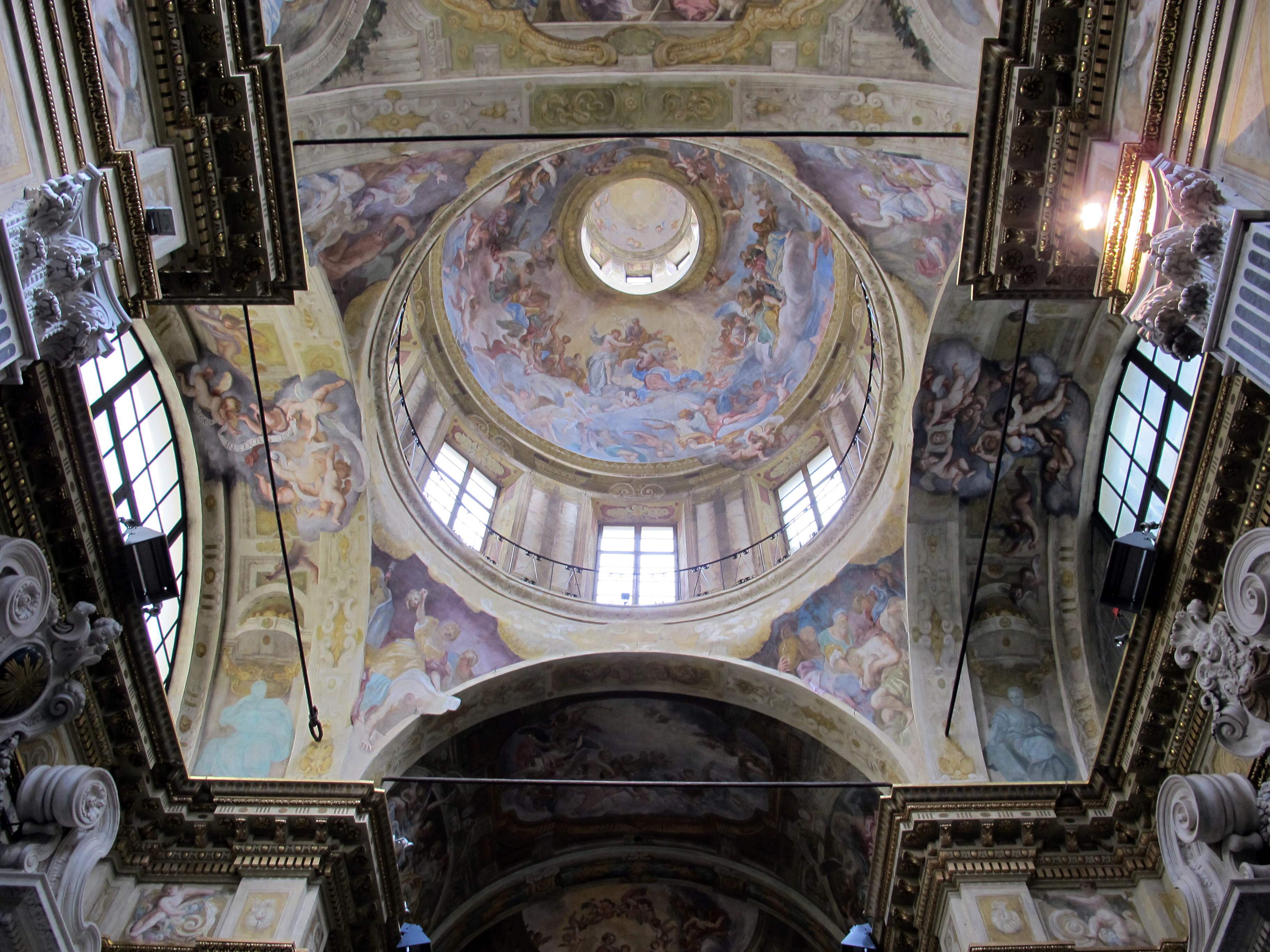
Kościół San Luca w Genui
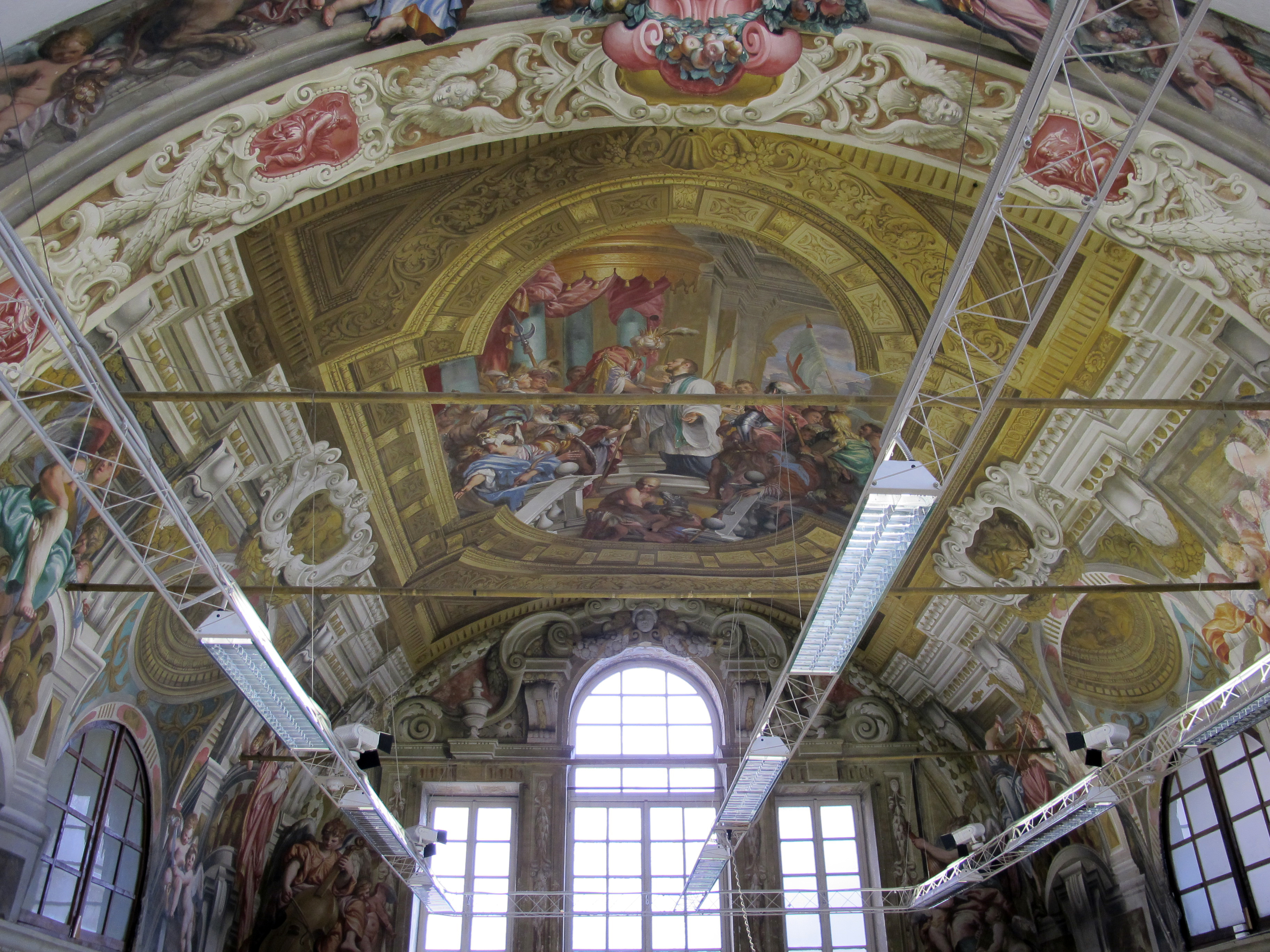
Biblioteka uniwersytecka w Genui
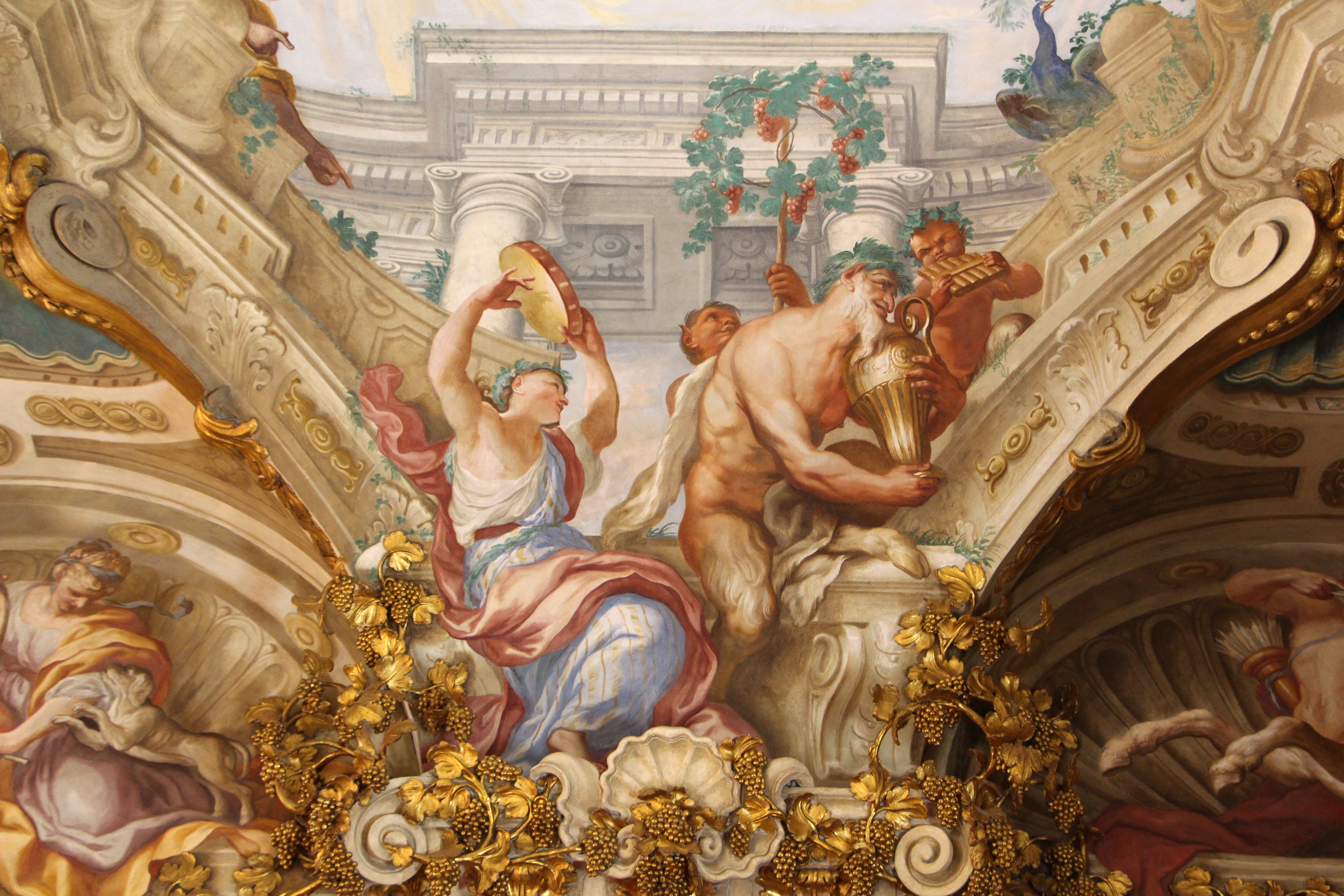
Palazzo Rosso, Alegoria jesieni
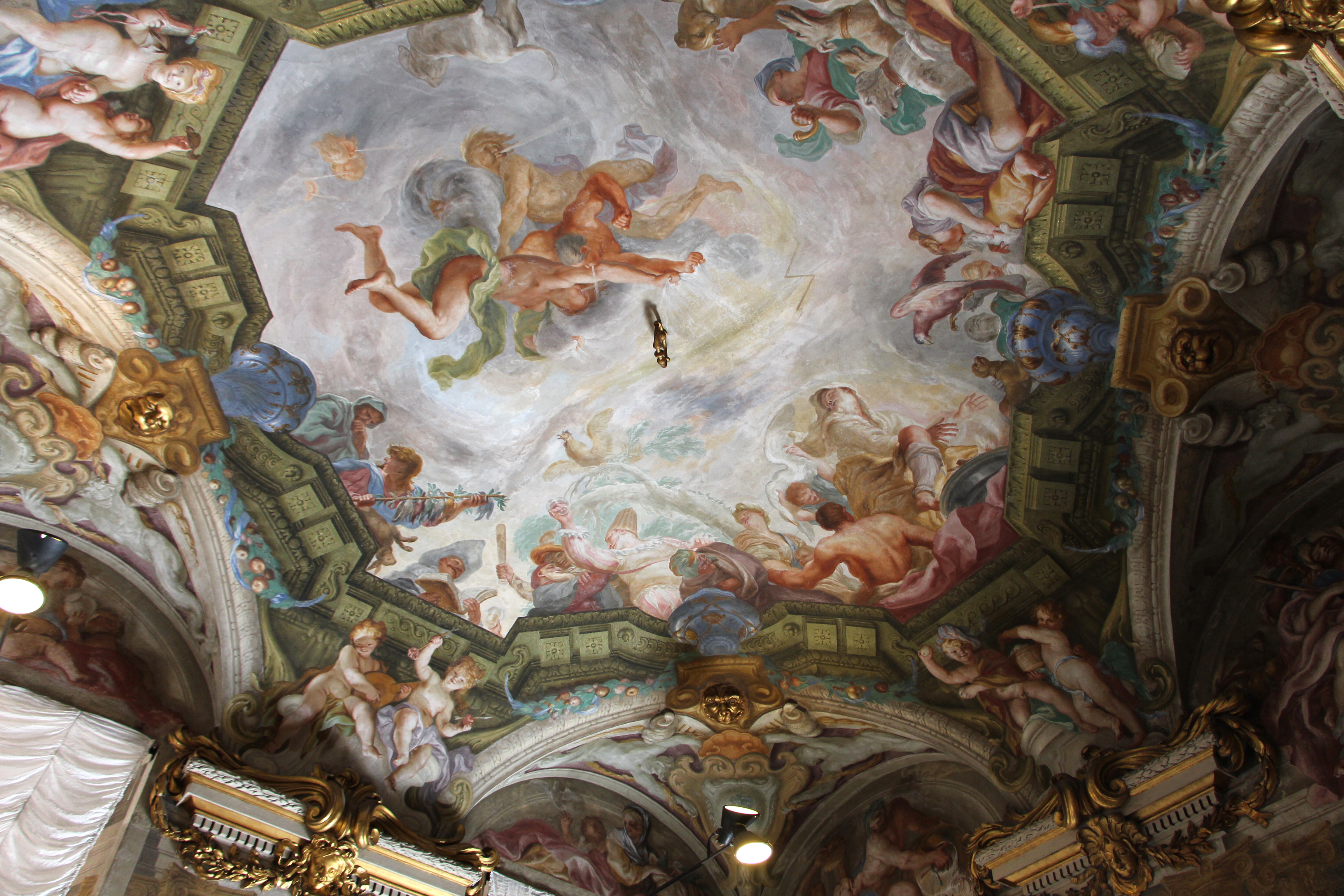
Palazzo Rosso, Mit zimy
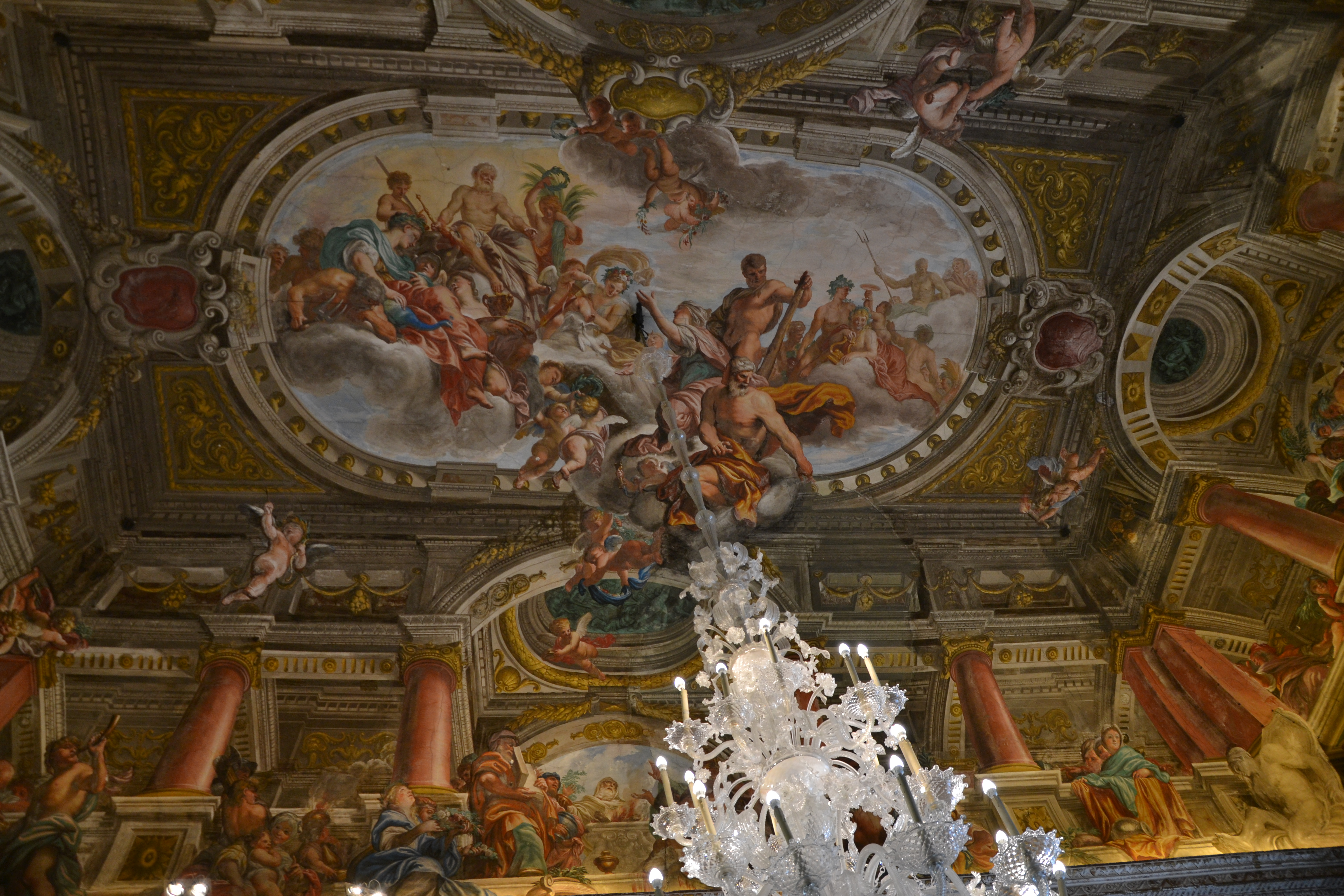
Palazzo Pantaleo Spinola